# 1967 aux Territoires du Nord-Ouest
Chronologie des Territoires du Nord-Ouest
- 1963
- 1964
- 1965
- 1966
- 1967
- 1968
- 1969
- 1970
- 1971

Cette page concerne des événements d'actualité qui se sont produits durant l'année 1967 dans le territoire canadien des Territoires du Nord-Ouest.

## Politique
- Premier ministre : Bent Gestur Sivertz (Commissaire en gouvernement) puis Stuart Milton Hodgson (Commissaire en gouvernement)
- Commissaire :
- Législature :

## Événements
- 18 janvier : Yellowknife devient officiellement la capitale des Territoires du Nord-Ouest, comme le recommandait la Commission Carrothers[1].
- 13 juillet : Érection du Diocèse catholique de Moosonee et du Diocèse de Mackenzie-Fort Smith dans les TNO.

## Naissances
- 28 juin : Leona Aglukkaq, née dans les Territoires du Nord-Ouest, est une femme politique canadienne[2]. Elle est la première femme inuit nommée dans un cabinet ministériel fédéral canadien.